# جلان برادلي
جلان برادلي (بالإنجليزية: Glen Bradley)‏ هو سياسي أمريكي، ولد في 11 سبتمبر 1973 في بورتسموث في الولايات المتحدة. حزبياً، نشط في الحزب الجمهوري. وقد انتخب عضو مجلس نواب كارولينا الشمالية.